# 陈文渊

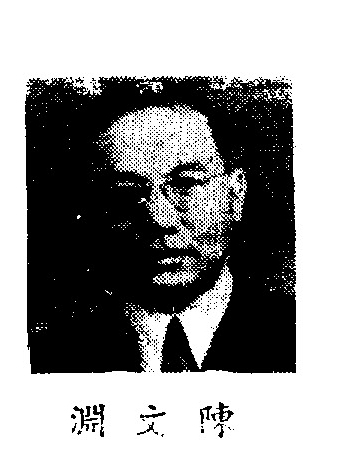

陈文渊（1897年—1968年11月8日），男，福建福州人，中国卫理公会华人会督。

## 生平
早年信仰佛教，后皈依基督新教。他在福州卫理公会的英华中学毕业，1917年留学美国，获得纽约州锡拉丘兹大学学士和硕士学位，回国任福州天安堂牧师。后再度留学，1929年获杜克大学心理学哲学博士学位，也曾经在剑桥大学和柏林大学进修。回国任福建协和大学心理学教授、代理校长。1936年，去上海中华基督教青年会工作。1941年，他成为美國卫理公会华西年议会会督，管轄四川省的教會，是当时四位中华卫理公会会督之一（另三位是华南年议会力宣德、华中年议会黄安素、华北年议会江长川），並擔負監導在成都的教會工作。抗战期间，他组织了大量的工作援助从沦陷区逃至四川地区的难民。抗战后，曾担任中華全国基督教協進會总干事，并被选为第一屆國民大會代表。
1951年初，陈文渊在上海被捕。随后在同年4月份的“控诉运动”上，他成为靶子，在北京基督教会议上，他是最早受批判的4位中国教会领袖之一，被华北年议会会督江长川指控为私下和公开支持蒋介石政权，随后被捕。1959年因病释放。1968年11月8日因胃癌与肝衰竭病逝于重慶。